# Takashi Naitō
Takashi Naitō (内藤 剛志, Naitō Takashi), né le 27 mai 1955 à Osaka, est un acteur japonais.

## Biographie
Takashi Naitō fait ses études à l'université Nihon. Il commence sa carrière en 1980 dans Hipokuratesu-tachi, puis se fait connaître pour ses rôles de bandits et son rôle de père de famille dans le feuilleton à succès Ienaki ko. Il a joué dans plusieurs dizaines de films et séries dans sa carrière. Il a également doublé des anime, dont Le Voyage de Chihiro de Hayao Miyazaki en 2001, récompensé aux Oscars du cinéma en 2003.

## Filmographie partielle

### Au cinéma
- 1981 : Brumes de chaleur (陽炎座, Kagerō-za?) de Seijun Suzuki
- 1983 : Furyo (戦場のメリークリスマス, Senjō no merī Kurisumasu?) de Nagisa Ōshima : le lieutenant Iwata
- 1985 : Seburi monogatari (瀬降り物語?) de Sadao Nakajima : Kazuo
- 1988 : Hana no ran (華の乱?) de Kinji Fukasaku
- 1995 : Maborosi (幻の光, Maboroshi no hikari?) de Hirokazu Kore-eda : Tamio
- 1998 : After Life (ワンダフルライフ, Wandafuru raifu?) de Hirokazu Kore-eda : Takuro Sugie

### Doublage
- 2001 : Le Voyage de Chihiro (千と千尋の神隠し, Sen to Chihiro no kamikakushi?) de Hayao Miyazaki : Akio Ogino
- 2006 : Les Contes de Terremer (ゲド戦記, Gedo senki?) de Gorō Miyazaki : le vendeur d'Hazia
- 2011 : La Colline aux coquelicots (コクリコ坂から, Kokuriko zaka kara?) de Gorō Miyazaki : Yoshio Onodera